# Hipericin
A hipericin (hypericin) egy vörös színű antrakinon-származék, a hiperforinnal együtt a közönséges orbáncfű fő hatóanyaga. Antibiotikus, antivirális és nem-specifikus kinázgátló hatása van. Gátolhatja a dopamin β-hidroxiláz enzimet, ezáltal emelkedett dopaminszintet eredményezve, így viszont csökkentve a noradrenalin és az adrenalin szintjét.
Túladagolás esetén fényérzékenységet okozhat a nagy kromofor csoportja miatt. A fényérzékenység gyakran megfigyelhető olyan állatoknál is amelyek orbáncfüvet is legelnek. Mivel a hipericin felhalmozódik rákos sejtekben, ezért ráksejt-indikátornak is használható.
Hatása: A hipericin enyhe depresszió (lehangolt lelkiállapot, hangulati labilitás, belső nyugtalanság, feszültség, stressz) és ehhez társuló alvászavarok kezelésére javallt. 
Hatása a monoamin-oxidáz enzimrendszer (MAO-A, MAO-B) gátlásán alapul, tehát gátolja egyes ingerületátvivő anyagok, konkrétan a szerotonin, noradrenalin, de főként a dopamin lebomlását. Hatása alatt megnövekszik az idegsejtek közti térben a neurotranszmitterek szintje, ezáltal több neurotranszimitter, főleg dopamin fog kapcsolódni a posztszinaptikus receptorokhoz. 